# RMS Mauretania

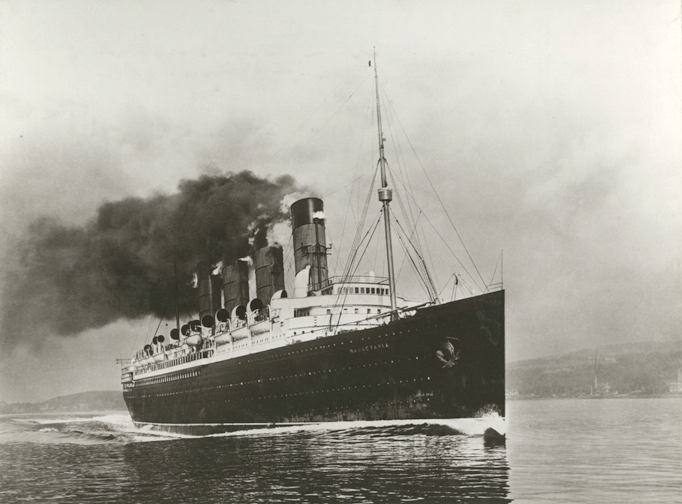
RMS Mauretania

RMS Mauretania, navă-soră cu Lusitania, a fost un pachebot englez deținut de Cunard Line, construit de Swan, Hunter & Wigham Richardson în Wallsend, Anglia și lansată la 20 septembrie, 1906. La vremea respectivă era cel mai mare și mai rapid vas din lume. Motoarele ei cu turbine pe aburi au fost un element revoluționar în construcția de pacheboturi. Mauretania a devenit un favorit în rândul pasagerilor, datorită luxului, vitezei și siguranței. A fost prima navă care a folosit pentru propulsie un număr de 4 elice. A deținut trofeul Panglica albastră pentru cea mai rapidă traversare a Oceanului Atlantic între 1907-1924.
Numele navei a fost luat după Mauretania, o provincie romană de pe coasta nord-estică a Africii. Aceeași nomenclatură a fost aplicată și navei-soră Lusitania, denumită după provincia romană care astăzi este Portugalia.

## Caracteristici
- Deplasament: 31.938 tdw
- Dimensiuni: 232.31 x 26.82m
- Coșuri: 4
- Catarge: 2
- Propulsie: Motoare cu abur  Wallsend Slipway Co. Ltd.
- Viteza: 25 noduri (44 km/h)
- Constructor: Swan, Hunter & Wigham Richardson, Wallsend-On-Tyne
- Data lansării la apă: 20 septembrie 1906
- Pasageri: 563 clasa 1,  464 clasa a 2-a, 1 138 clasa a 3-a

## Începutul

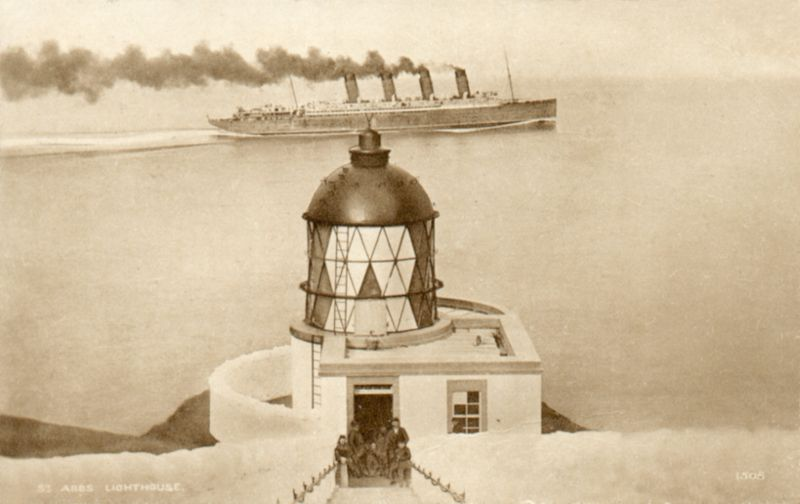
Mauretania în timpul testelor

În 1897, pachebotul german Kaiser Wilhelm der Große a devenit cel mai mare și mai rapid vas din lume. Cu o viteză de 22 de noduri (41 km/h), a luat Panglica albastră de la navele Cunard, Campania și Lucania. În fața acestor amenințări, Cunard Line a fost determinată să recapete prestigiul curselor transatlantice nu numai companiei ci și Marii Britanii. În 1903, Cunard Line și Guvernul Britanic au ajuns la un acord pentru construcția a două supernave, Lusitania și Mauretania, care să aibă o viteză nu mai mică de 24 de noduri. Pentru construcția acestor nave au fost alocate 2.600.000 de lire sterline (banii vremii). În 1906, Mauretania a fost lansată de către ducesa de Roxburghe.
A plecat din Liverpool în călătoria inaugurală la 16 noiembrie, 1907 sub comanda lui John Pritchard iar mai tarziu în acea lună a stabilit recordul pentru cea mai rapidă traversare estică a Atlanticului, cu o viteză medie de 23,69 de noduri (43,86 km/h). În septembrie 1909, Mauretania a câștigat Panglica Albastră pentru cea mai rapidă traversare vestică - un record care va dăinui timp de aproape 20 de ani. În decembrie 1910, Mauretania s-a desprins din legăturile ei de pe râul Mersey și a fost avariată, necesitând anularea cursei de Crăciun spre New York. Locul Mauretaniei în această călătorie a fost luat de Lusitania.

## Primul Război Mondial

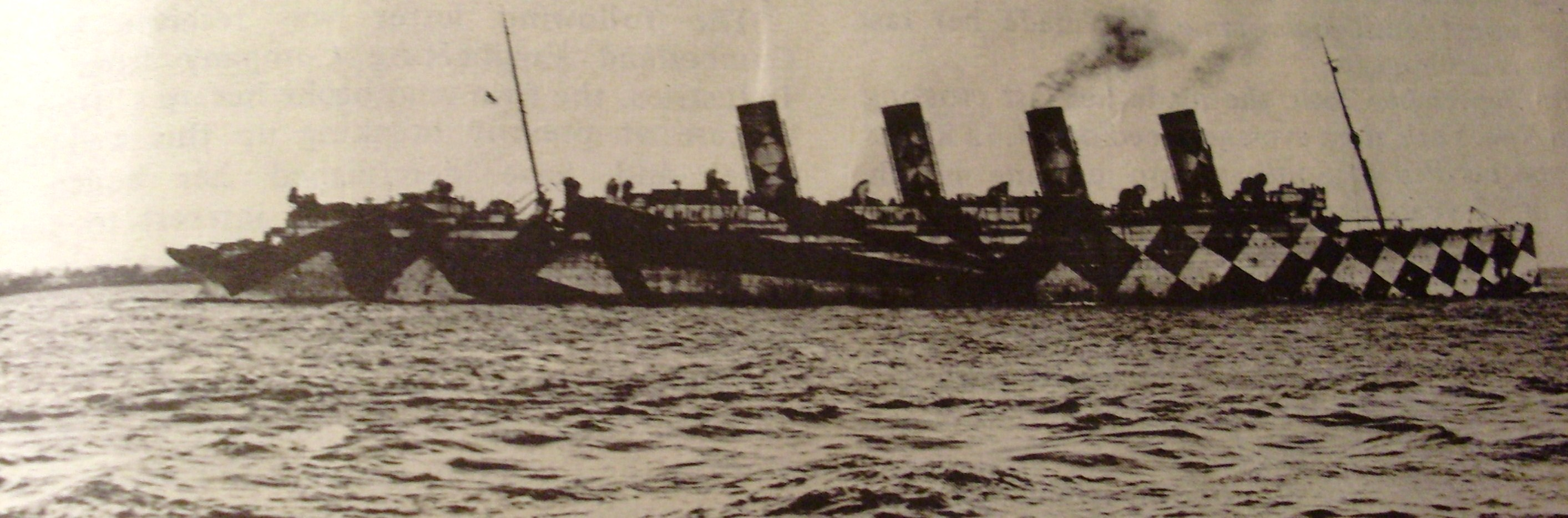
Mauretania în culori de camuflaj

La puțin timp după ce Marea Britanie a declarat război Germaniei la 4 august, 1914, Mauretania și Lusitania au fost cerute de Guvernul Britanic să fie transformate în nave comerciale înarmate, dar dimensiunea lor și consumul mare de cărbune le făceau incompatibile pentru această datorie. Astfel, la 11 august s-au reîntors în activitatea lor comercială. Mai târziu, datorită numărului mic de pasageri pentru cursa transatlantică, Mauretania a rămas în Liverpool până în mai, 1915, când sora ei, Lusitania a fost scufundată de un submarin german.

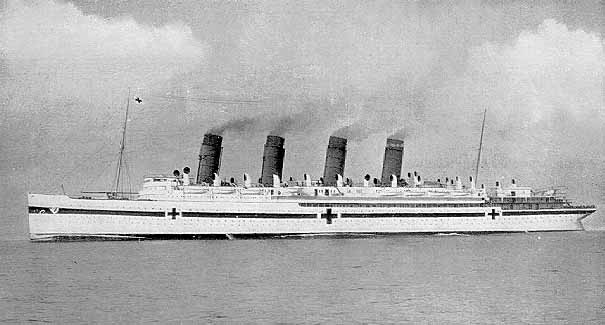
Nava-spital HMHS Mauretania

Mauretania trebuia să refacă golul cauzat de pierderea Lusitaniei dar a fost transformată de Guvernul Britanic în navă de transportat trupe pentru campania din Gallipoli. Nu a devenit o pradă pentru submarinele germane datorita vitezei sale și îndemânării marinarilor. După ce Marea Britanie și Franța au suferit mari pierderi umane, Mauretania a fost cerută să opereze ca navă-spital, împreuna cu Aquitania și nava companiei White Star Line, Britannic în ianuarie 1916. Șapte luni după conversie, s-a întors în serviciul de navă de transportat trupe, transportând militari canadieni de la Halifax spre Liverpool. Datoria ei nu s-a încheiat nici după intrarea Statelor Unite în război și a transportat mii de trupe americane până la sfârșitul războiului.

## Cariera postbelică

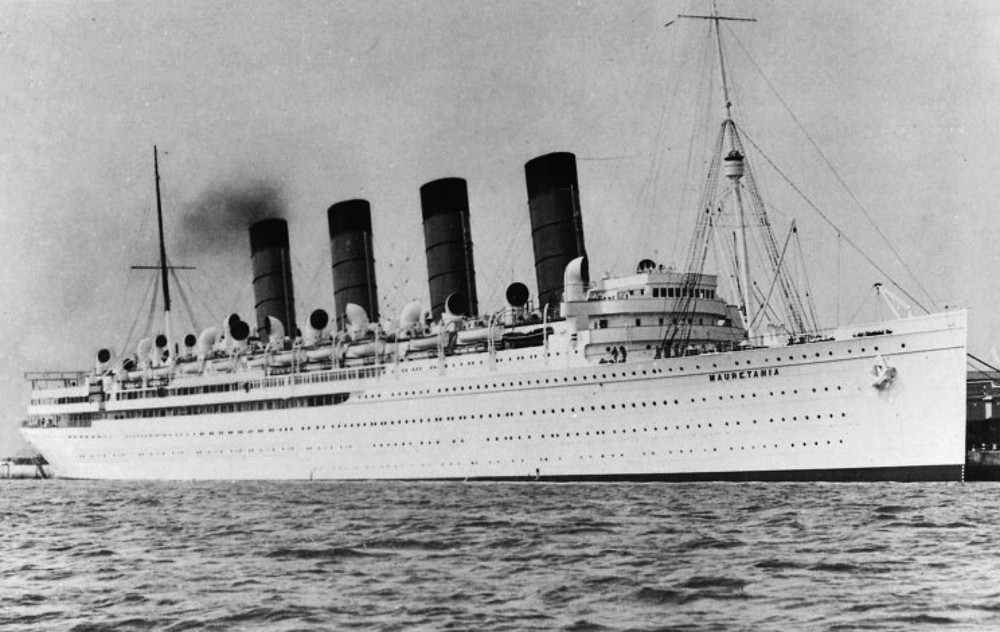
Mauretania ca navă de croazieră în anii 1930

Mauretania s-a întors în serviciul civil la 21 septembrie, 1919. Numărul mare de pasageri au prevenit-o să intre în revizia anuală. În 1921, compania Cunard a scos-o din serviciu când un incendiu a izbucnit în puntea E și a fost dusă la reparații. Apoi s-a întors la Tyne pentru reechipare, iar cazanele ei au fost înlocuite în cazane pe ulei. S-a întors în serviciu în martie, 1922.
În 1928, interiorul Mauretaniei a fost modernizat iar mai târziu în acel an, recordul ei de viteză a fost învins de nava germană Bremen, care a stabilit un record de 28 de noduri (52 km/h). Pe 27 august, Cunard a decis să încerce o ultimă tentativă de a recăpăta supremația iar motoarele ei au fost modificate pentru a da mai multă putere. Însă acest lucru nu era suficient. Bremen reprezenta o nouă generație de pacheboturi, care erau mai puternice și mai avansate tehnologic decât nava îmbătrânită a lui Cunard. Chiar dacă Mauretania nu a putut să își invingă adversarul german, și-a învins propriul record de viteză. În 1930, combinația dintre Marea Criză Economică și noii adversari în cursa transatlantica au făcut ca Mauretania să devină o navă de croazieră. Când Cunard a fuzionat cu White Star Line în 1934, Mauretania, împreună cu Olympic, Majestic și alte nave îmbătrânite, a fost scoasă din circulație pentru a permite noii nave de 81.000 de tone, Queen Mary să intre în serviciu.

## Sfârșitul

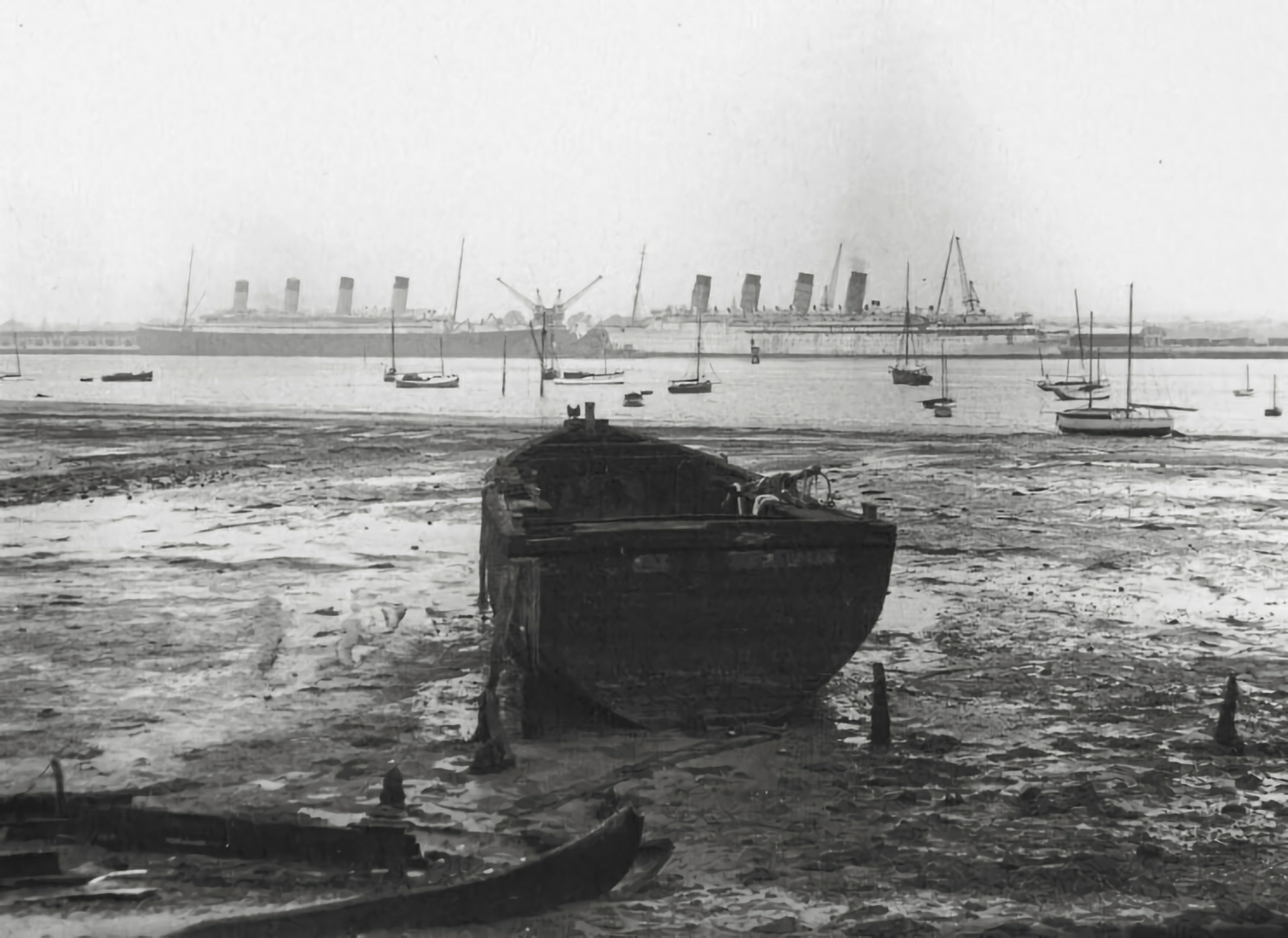
Olympic (stânga) și Mauretania în Southampton în 1935 așteptând să fie duse la casat

Cunard a scos nava Mauretania din servciu după o ultimă călătorie de la New York spre Southampton în septembrie, 1934. Ultima ei călătorie a fost realizată cu o viteză medie de 24 de noduri iar Mauretania a fost ancorată în portul Southampton, așteptându-și soarta alături de fosta navă de bază a companiei White Star Line, Olympic. Acesta a marcat sfârșitul a 28 de ani de serviciu pentru Cunard.
În mai 1935, obiectele și mobilierul au fost scoase la licitație iar în luna iulie a aceluiași an a plecat în ultima sa călătorie, spre compania de dezmembrare T.W Wards în Rosyth. Unul dintre foștii ei capitani, Sir Arthur Rostron (căpitan pe Carpathia în timpul scufundării Titanicului) a venit să o vadă în ultima ei plecare din Southampton. Rostron a refuzat să urce la bordul navei, spunând că preferă să și-o aducă aminte cum era atunci când a comandat-o. În drum spre dezmembrare, Mauretania a oprit în locul "nașterii", la Tyne unde o mulțime a venit să o vadă pentru ultima dată.
Împotriva sfârșitului îndrăgitei Mauretania au protestat mulți fani, inclusiv președintele Franklin Delano Roosevelt, care într-o scrisoare personală s-a declarat împotriva dezmembrării.